# Regione di Vatovavy-Fitovinany
La regione di Vatovavy-Fitovinany è una regione della provincia di Fianarantsoa, nel Madagascar orientale.
Il capoluogo della regione è Manakara.
Ha una popolazione di 1 097 700 abitanti distribuita su una superficie di 19605 km².

## Geografia antropica

### Suddivisioni amministrative
La regione è suddivisa in sei distretti:
- distretto di Ifanadiana
- distretto di Ikongo
- distretto di Manakara
- distretto di Mananjary
- distretto di Nosy-Varika
- distretto di Vohipeno